# Магнезия на Меандър
Магнезия на Меандър (на гръцки: Μαγνησία ἐπὶ Μαιάνδρῳ, Magnēsía, на латински: Magnesia ad Mæandrum) е древен град в Западна Мала Азия, в днешна Турция. Останките от града се намират в равнината на река Меандър (на турски: Büyük Menderes). Тук се намирали храм на Артемида Левкофрина и храм на Зевс Сосипол, построени от Хермоген през 200 г. пр. Хр.
Според легендата Магнезия е основана едно поколение преди Троянската война от магнетите от Тесалия и попада във владението на лидийския цар Гиг (680 – 644 г. пр. Хр.). През 657 г. пр. Хр. е завладян от кимерийците.
Тук през 459 г. пр. Хр. завършва живота си Темистокъл, който е прогонен от Атина през 471 г. пр. Хр. и намира убежище при персийския цар Артаксеркс I, който го прави сатрап на няколко града в Мала Азия, включително Магнезия.
През 133 г. пр. Хр. Магнезия е към Римската империя. През 17 г. сл. Хр. градът е разрушен от земетресение и римският император Тиберий го възстановява отново за 12 години със собствени средства. През 114 г. там има ранна християнска община. През 262 г. градът е завладян и ограбен от готите и не може да се възстанови.
През 1300 г. влиза в състава на емирство Айдън. Заради наводнения и епидемии Магнезия постепенно е напуснат от жителите му.

## Археологически разкопки
Първите археологически разкопки са проведени от френски археолози под ръководството на Шарл-Феликс Тескьо през 1842 – 1843 година.
В периода 1891 – 1893 г. немският археолог Карл Хуман също провежда разкопки и за 21 месеца разкрива руините на театъра, агората, храмовете на Зевс и Артемида. Фасадата на храма на Зевс е изнесена в Германия и днес е изложена в Пергамския музей. Фрагменти от фриз от храма на Артемида са показани в Лувъра във Франция.

## Известни личности
Родени в Магнезия
- Харалампий Магнезийски (89 – 200), епископ и мъченик

Починали в Магнезия
- Темистокъл (524 – 459 пр. Хр.), атински военачалник